# Haider al-Abadi
Haider al-Abadi (Bagdad, 1952. április 25. –) iraki politikus, miniszterelnök.

## Élete
Al-Abadi Bagdadban született 1952. április 25-én. Apja neves orvos volt, aki egy bagdadi idegsebészeti klinika igazgatójaként, majd az egészségügyi minisztérium magas rangú tisztviselőjeként szolgált. Az ifjabb al-Abadi 1975-ben villamosmérnöki diplomát szerzett, majd 1980-ban a Manchesteri Egyetemen doktorált. Családja Irakban a politikai represszió áldozata volt: két fivérét megölték, egy harmadikat pedig tíz évre bebörtönözték politikai okokból. Ő maga sem térhetett haza: az 1980-as és 1990-es éveket Londonban töltötte. Folyékonyan beszél angolul.

## Politikai karrierje
Al-Abadi már londoni évei alatt az emigráns iraki ellenzék egyik vezetője volt. Szaddám Huszein bukását követően 2003-ban visszatért Irakba, ahol az ideiglenes kormány kommunikációs minisztere lett. 2006-ban parlamenti képviselő lett, 2010-ben újraválasztották, a 2014-es választás után pedig a parlament alelnöke lett. 2014 nyarán az Iszlám Állam térnyerése nyomán megingott Núri el-Máliki miniszterelnök pozíciója, és az újonnan megválasztott Fuád Maszúm elnök al-Abadit bízta meg kormányalakítással. Al-Abadi 2014. szeptember 8-án lett az ország miniszterelnöke.
Miniszterelnökként a szektás ellentétek oldására, az iráni befolyás csökkentésére, a korrupció visszaszorítására és az Iszlám Állammal való katonai leszámolásra összpontosít.